# Sergiu Oleinic
Sergiu Oleinic, (* 25. prosince 1985) je původem moldavský zápasník-judista, který od roku 2007 reprezentuje Portugalsko.

## Sportovní kariéra
S judem začínal v 9 letech. V roce 2003 následoval svého staršího bratra Vladimira do Portugalska, kde obrdžel v roce 2007 občanství. Zlepšenými výkony na evropské scéně se prezentuje od roku 2013. Připravuje se v Lisabonu pod vedením Pedro Soarese. V roce 2016 se kvalifikoval na olympijské hry v Riu, kde v úvodním kole porazil jednoho z favoritů – Ukrajince Giorgi Zantaraiju na yuko technikou seoi-nage. Na tento výkon však v dalším kole nenavázal, když v prodloužení nečekaně prohrál na ippon s Wanderem Mateem z Dominikánské republiky.

### Vítězství
- 2014 - 1x světový pohár (Tchaj-wan)

## Výsledky
| Olympijské hry     |     | —   |   |     |   | — |   |   |     | — |     |     |     | úč. |  |  |  |  |  |  |  |  |
| Mistrovství světa  | —   |     | — |     | — |   | — | — | —   |   | úč. | úč. | úč. |     |  |  |  |  |  |  |  |  |
| Evropské hry       |     |     |   |     |   |   |   |   |     |   |     |     | 5.  |     |  |  |  |  |  |  |  |  |
| Mistrovství Evropy | —   | —   | — | úč. | — | — | — | — | úč. | — | 7.  | úč. | 5.  | 7.  |  |  |  |  |  |  |  |  |
| MS juniorů         |     | úč. |   |     |   |   |   |   |     |   |     |     |     |     |  |  |  |  |  |  |  |  |
| ME juniorů         | úč. | 7.  |   |     |   |   |   |   |     |   |     |     |     |     |  |  |  |  |  |  |  |  |